# Slovenië op de Olympische Zomerspelen 2024
Slovenië nam deel aan de Olympische Zomerspelen 2024 in Parijs, Frankrijk.

## Medailleoverzicht
| Medaille | Naam           | Sport     | Onderdeel              | Datum       |
| -------- | -------------- | --------- | ---------------------- | ----------- |
| Goud     | Andreja Leški  | Judo      | Half midden -63 kg (v) | 30 juli     |
| Goud     | Janja Garnbret | Klimsport | Gecombineerd (v)       | 10 augustus |
|          |                |           |                        |             |
| Zilver   | Toni Vodišek   | Zeilen    | Formula Kite (m)       | 9 augustus  |

## Aantal deelnemers
Hieronder volgt een overzicht van de atleten die zich reeds gekwalificeerd hebben voor de Olympische Zomerspelen van 2024.
| Sport        | Mannen | Vrouwen | Totaal |
| ------------ | ------ | ------- | ------ |
| Atletiek     | 2      | 5       | 7      |
| Boogschieten | 1      | 1       | 2      |
| Golf         | 0      | 2       | 2      |
| Gymnastiek   | 0      | 2       | 2      |
| Handbal      | 14     | 14      | 28     |
| Judo         | 1      | 5       | 6      |
| Kanovaren    | 2      | 2       | 4      |
| Klimsport    | 1      | 2       | 3      |
| Roeien       | 1      | 1       | 2      |
| Taekwondo    | 1      | 0       | 1      |
| Tafeltennis  | 3      | 0       | 3      |
| Volleybal    | 12     | 0       | 12     |
| Wielersport  | 4      | 3       | 7      |
| Zeilen       | 3      | 3       | 6      |
| Zwemmen      | 1      | 4       | 5      |
| Totaal       | 46     | 44      | 90     |

## Deelnemers en resultaten

### Atletiek

#### Loopnummers
Mannen
| atleet          | onderdeel    | series | series | herkansingen | herkansingen | halve finale   | halve finale   | finale         | finale         |
| atleet          | onderdeel    | tijd   | rang   | tijd         | rang         | tijd           | rang           | tijd           | rang           |
| --------------- | ------------ | ------ | ------ | ------------ | ------------ | -------------- | -------------- | -------------- | -------------- |
| Matic Ian Guček | 400 m horden | 50,30  | 7 H    | 49,06        | 4            | niet geplaatst | niet geplaatst | niet geplaatst | niet geplaatst |

Vrouwen
| atlete       | onderdeel | series   | series | herkansingen | herkansingen | halve finale   | halve finale   | finale         | finale         |
| atlete       | onderdeel | tijd     | rang   | tijd         | rang         | tijd           | rang           | tijd           | rang           |
| ------------ | --------- | -------- | ------ | ------------ | ------------ | -------------- | -------------- | -------------- | -------------- |
| Anita Horvat | 800 m     | 2.00,91  | 7 H    | 2.00,56      | 4            | niet geplaatst | niet geplaatst | niet geplaatst | niet geplaatst |
| Klara Lukan  | 5000 m    | 15.09,61 | 12     | n.v.t.       | n.v.t.       | n.v.t.         | n.v.t.         | niet geplaatst | niet geplaatst |
| Klara Lukan  | 10000 m   | n.v.t.   | n.v.t. | n.v.t.       | n.v.t.       | n.v.t.         | n.v.t.         | 31.45,15       | 20             |

#### Technische nummers
Mannen
| atleet       | onderdeel    | kwalificaties | kwalificaties | finale  | finale |
| atleet       | onderdeel    | afstand       | rang          | afstand | rang   |
| ------------ | ------------ | ------------- | ------------- | ------- | ------ |
| Kristjan Čeh | discuswerpen | 64,80m        | 9 q           | 68,41m  | 4      |

Vrouwen
| atlete            | onderdeel        | kwalificaties | kwalificaties | finale         | finale         |
| atlete            | onderdeel        | afstand       | rang          | afstand        | rang           |
| ----------------- | ---------------- | ------------- | ------------- | -------------- | -------------- |
| Neja Filipič      | hinkstapspringen | 13,85m        | 18            | niet geplaatst | niet geplaatst |
| TLia Apostolovski | hoogspringen     | 1,83m         | 26            | niet geplaatst | niet geplaatst |
| Tina Šutej        | polsstokspringen | 4,40m         | 12 q          | 4,40m          | 19             |

### Boogschieten
Mannen
| atleet        | onderdeel   | plaatsingsronde | plaatsingsronde | eerste ronde         | tweede ronde         | derde ronde          | kwartfinale          | halve finale         | finale / BM          | finale / BM    |
| atleet        | onderdeel   | score           | rang            | tegenstander uitslag | tegenstander uitslag | tegenstander uitslag | tegenstander uitslag | tegenstander uitslag | tegenstander uitslag | rang           |
| ------------- | ----------- | --------------- | --------------- | -------------------- | -------------------- | -------------------- | -------------------- | -------------------- | -------------------- | -------------- |
| Žiga Ravnikar | individueel | 663             | 31              | Musolesi V 4 - 6     | niet geplaatst       | niet geplaatst       | niet geplaatst       | niet geplaatst       | niet geplaatst       | niet geplaatst |

Vrouwen
| atleet        | onderdeel   | plaatsingsronde | plaatsingsronde | eerste ronde         | tweede ronde         | derde ronde          | kwartfinale          | halve finale         | finale / BM          | finale / BM    |
| atleet        | onderdeel   | score           | rang            | tegenstander uitslag | tegenstander uitslag | tegenstander uitslag | tegenstander uitslag | tegenstander uitslag | tegenstander uitslag | rang           |
| ------------- | ----------- | --------------- | --------------- | -------------------- | -------------------- | -------------------- | -------------------- | -------------------- | -------------------- | -------------- |
| Žana Pintarič | individueel | 638             | 46              | Caetano V 2 - 6      | niet geplaatst       | niet geplaatst       | niet geplaatst       | niet geplaatst       | niet geplaatst       | niet geplaatst |

Gemengd
| atleten                     | onderdeel | plaatsingsronde | plaatsingsronde | eerste ronde         | kwartfinale          | halve finale         | finale / BM          | finale / BM |
| atleten                     | onderdeel | score           | rang            | tegenstander uitslag | tegenstander uitslag | tegenstander uitslag | tegenstander uitslag | rang        |
| --------------------------- | --------- | --------------- | --------------- | -------------------- | -------------------- | -------------------- | -------------------- | ----------- |
| Žiga Ravnikar Žana Pintarič | team      | 1301            | 23              | niet geplaatst       | niet geplaatst       | niet geplaatst       | niet geplaatst       | 23          |

### Golf
| atleet     | onderdeel | eerste ronde | tweede ronde | derde ronde | vierde ronde | totaal | totaal | totaal |
| atleet     | onderdeel | score        | score        | score       | score        | score  | par    | rang   |
| ---------- | --------- | ------------ | ------------ | ----------- | ------------ | ------ | ------ | ------ |
| Pia Babnik | vrouwen   |              |              |             |              |        |        |        |
| Ana Belac  | vrouwen   |              |              |             |              |        |        |        |

### Gymnastiek

#### Turnen
Vrouwen
| Turnster(s)   | Onderdeel | Kwalificatie | Kwalificatie | Kwalificatie | Kwalificatie | Kwalificatie | Kwalificatie | Finale         | Finale         | Finale         | Finale         | Finale         | Finale         |
| Turnster(s)   | Onderdeel | Toestel      | Toestel      | Toestel      | Toestel      | Totaal       | Plaats       | Toestel        | Toestel        | Toestel        | Toestel        | Totaal         | Plaats         |
| Turnster(s)   | Onderdeel | Sprong       | Brug         | Balk         | Vloer        | Totaal       | Plaats       | Sprong         | Brug           | Balk           | Vloer          | Totaal         | Plaats         |
| ------------- | --------- | ------------ | ------------ | ------------ | ------------ | ------------ | ------------ | -------------- | -------------- | -------------- | -------------- | -------------- | -------------- |
| Lucija Hribar | meerkamp  | 13.133       | 13.133       | 10.133       | 11.666       | 48.065       | 55           | niet geplaatst | niet geplaatst | niet geplaatst | niet geplaatst | niet geplaatst | niet geplaatst |

#### Ritmisch
| atlete              | onderdeel   | kwalificatie | kwalificatie | kwalificatie | kwalificatie | kwalificatie | kwalificatie | finale | finale | finale  | finale | finale  | finale |
| atlete              | onderdeel   | hoepel       | bal          | knotsen      | lint         | totaal       | rang         | hoepel | bal    | knotsen | lint   | totaal  | rang   |
| ------------------- | ----------- | ------------ | ------------ | ------------ | ------------ | ------------ | ------------ | ------ | ------ | ------- | ------ | ------- | ------ |
| Ekaterina Vedeneeva | individueel | 34.150       | 32.600       | 32.300       | 31.750       | 130.800      | 6 Q          | 34.100 | 31.950 | 33.150  | 32.700 | 131.900 | 6      |

### Handbal

#### Mannen
| Olympiër | Onderdeel | Resultaat | Prestatie |
| --- | --------- | --------- | --------- |
| Blaž Blagotinšek Dean Bombač Nejc Cehte Jure Dolenec Klemen Ferlin Matej Gaber Nik Henigman Kristjan Horžen Blaž Janc Staš Slatinek Jovičić Urh Kastelic Tilen Kodrin Urban Lesjak Borut Mačkovšek Domen Novak Aleks Vlah Miha Zarabec | Mannen    |           | zie onder |

| Pos | Team      | Wed | W | G | V | Ptn | DV  | DT  | +/− | Kwalificatie |
| --- | --------- | --- | - | - | - | --- | --- | --- | --- | ------------ |
| 1   | Duitsland | 5   | 4 | 0 | 1 | 8   | 162 | 144 | +18 | Kwartfinales |
| 2   | Slovenië  | 5   | 3 | 0 | 2 | 6   | 140 | 142 | −2  | Kwartfinales |
| 3   | Spanje    | 5   | 3 | 0 | 2 | 6   | 151 | 148 | +3  | Kwartfinales |
| 4   | Zweden    | 5   | 3 | 0 | 2 | 6   | 158 | 139 | +19 | Kwartfinales |
| 5   | Kroatië   | 5   | 2 | 0 | 3 | 4   | 148 | 156 | −8  |              |
| 6   | Japan     | 5   | 0 | 0 | 5 | 0   | 143 | 173 | −30 |              |

| Groepsfase      |                  |           |          |          |            |  |  |
| 27 juli 2024    | 09:00            | Spanje    | 25 - 22  | Slovenië |            |  |  |
| 29 juli 2024    | 11:00            | Slovenië  | 31 - 29  | Kroatië  |            |  |  |
| 31 juli 2024    | 16:00            | Slovenië  | 29 - 24  | Zweden   |            |  |  |
| 2 augustus 2024 | 19:00            | Japan     | 28 - 29  | Slovenië |            |  |  |
| 4 augustus 2024 | 14:00            | Duitsland | 36 - 29  | Slovenië |            |  |  |
|                 |                  |           |          |          |            |  |  |
| Kwartfinale     | 7 augustus 2024  | 09:30     | Slovenië | 33 - 28  | Noorwegen  |  |  |
|                 |                  |           |          |          |            |  |  |
| Halve finale    | 9 augustus 2024  | 21:30     | Slovenië | 30 - 31  | Denemarken |  |  |
|                 |                  |           |          |          |            |  |  |
| Bronzen finale  | 11 augustus 2024 | 09:00     | Spanje   |          | Slovenië   |  |  |

#### Vrouwen
| Olympiër | Onderdeel | Resultaat | Prestatie |
| --- | --------- | --------- | --------- |
| Ana Abina Ema Abina Ana Gros Ema Hrvatin Valentina Klemenčič Barbara Lazović Nataša Ljepoja Tamara Mavsar Elizabeth Omoregie Amra Pandžić Nina Spreitzer Tjaša Stanko Maja Svetik Alja Varagić Maja Vojnovič | Vrouwen   | 11        | zie onder |

| Pos | Team       | Wed | W | G | V | Ptn | DV  | DT  | +/− | Kwalificatie |
| --- | ---------- | --- | - | - | - | --- | --- | --- | --- | ------------ |
| 1   | Noorwegen  | 5   | 4 | 0 | 1 | 8   | 140 | 110 | +30 | Kwartfinales |
| 2   | Zweden     | 5   | 4 | 0 | 1 | 8   | 140 | 125 | +15 | Kwartfinales |
| 3   | Denemarken | 5   | 4 | 0 | 1 | 8   | 126 | 116 | +10 | Kwartfinales |
| 4   | Duitsland  | 5   | 1 | 0 | 4 | 2   | 136 | 134 | +2  | Kwartfinales |
| 5   | Zuid-Korea | 5   | 1 | 0 | 4 | 2   | 107 | 133 | −26 |              |
| 6   | Slovenië   | 5   | 1 | 0 | 4 | 2   | 116 | 147 | −31 |              |

| Groepsfase      |                |                |                |                |                |                |                |
| 25 juli 2024    | 09:00          | Slovenië       | 19 - 27        | Denemarken     |                |                |                |
| 28 juli 2024    | 11:00          | Zuid-Korea     | 23 - 30        | Slovenië       |                |                |                |
| 30 juli 2024    | 09:00          | Duitsland      | 41 - 22        | Slovenië       |                |                |                |
| 1 augustus 2024 | 21:00          | Slovenië       | 22 - 29        | Noorwegen      |                |                |                |
| 3 augustus 2024 | 16:00          | Slovenië       | 23 - 27        | Zweden         |                |                |                |
|                 |                |                |                |                |                |                |                |
| Kwartfinale     | niet geplaatst | niet geplaatst | niet geplaatst | niet geplaatst | niet geplaatst | niet geplaatst | niet geplaatst |
|                 |                |                |                |                |                |                |                |
| Halve finale    | niet geplaatst | niet geplaatst | niet geplaatst | niet geplaatst | niet geplaatst | niet geplaatst | niet geplaatst |
|                 |                |                |                |                |                |                |                |
| Finale          | niet geplaatst | niet geplaatst | niet geplaatst | niet geplaatst | niet geplaatst | niet geplaatst | niet geplaatst |

### Judo
Mannen
| atleet       | onderdeel | eerste ronde         | tweede ronde         | derde ronde          | kwartfinale          | halve finale         | herkansing           | finale / BM          | finale / BM    |
| atleet       | onderdeel | tegenstander uitslag | tegenstander uitslag | tegenstander uitslag | tegenstander uitslag | tegenstander uitslag | tegenstander uitslag | tegenstander uitslag | rang           |
| ------------ | --------- | -------------------- | -------------------- | -------------------- | -------------------- | -------------------- | -------------------- | -------------------- | -------------- |
| Enej Marinič | +100 kg   | n.v.t.               | Tataroğlu V 00 - 11  | niet geplaatst       | niet geplaatst       | niet geplaatst       | niet geplaatst       | niet geplaatst       | niet geplaatst |

Vrouwen
| atlete         | onderdeel | eerste ronde           | tweede ronde         | kwartfinale                 | halve finale         | herkansing           | finale / BM             | finale / BM    |
| atlete         | onderdeel | tegenstander uitslag   | tegenstander uitslag | tegenstander uitslag        | tegenstander uitslag | tegenstander uitslag | tegenstander uitslag    | rang           |
| -------------- | --------- | ---------------------- | -------------------- | --------------------------- | -------------------- | -------------------- | ----------------------- | -------------- |
| Maruša Štangar | −48 kg    | Nikolić V 00 - 01      | niet geplaatst       | niet geplaatst              | niet geplaatst       | niet geplaatst       | niet geplaatst          | niet geplaatst |
| Kaja Kajzer    | −57 kg    | Nelson-Levy V 00 - 01  | niet geplaatst       | niet geplaatst              | niet geplaatst       | niet geplaatst       | niet geplaatst          | niet geplaatst |
| Andreja Leški  | −63 kg    | Askilashvili W 10 - 00 | Belkadi W 10 - 01    | Beauchemin-Pinard W 01 - 00 | Agbegnenou W 01 - 00 | bye                  | Awiti Alcaraz W 10 - 01 | Goud           |
| Anka Pogačnik  | −70 kg    | Memneloum W 10 - 00    | Tsunoda V 00 - 01    | niet geplaatst              | niet geplaatst       | niet geplaatst       | niet geplaatst          | niet geplaatst |
| Metka Lobnik   | −78 kg    | Kuka V 00 - 10         | niet geplaatst       | niet geplaatst              | niet geplaatst       | niet geplaatst       | niet geplaatst          | niet geplaatst |

### Kanovaren

#### Kayak Cross
| atleet            | onderdeel | tijdrit | tijdrit | ronde 1 | herkansingen | serie | kwartfinale    | halve finale   | finale         | finale |
| atleet            | onderdeel | tijd    | rang    | rang    | rang         | rang  | rang           | rang           | rang           | rang   |
| ----------------- | --------- | ------- | ------- | ------- | ------------ | ----- | -------------- | -------------- | -------------- | ------ |
| Benjamin Savšek   | mannen    | 74.18   | 25      | 4 H     | 2 Q          | 2 Q   | 3              | niet geplaatst | niet geplaatst | 12     |
| Peter Kauzer      | mannen    | 70.74   | 37      | 3 H     | 2 Q          | 3     | niet geplaatst | niet geplaatst | niet geplaatst | 24     |
| Eva Alina Hočevar | vrouwen   | 76.48   | 21      | 3 H     | 1 Q          | 4     | niet geplaatst | niet geplaatst | niet geplaatst | 29     |
| Eva Terčelj       | vrouwen   | 74.00   | 12      | 2 Q     | bye          | 3     | niet geplaatst | niet geplaatst | niet geplaatst | 18     |

#### Slalom
Mannen
| atleet          | onderdeel  | series | series | series | series | series    | series | halve finale | halve finale | finale         | finale         |
| atleet          | onderdeel  | run 1  | rang   | run 2  | rang   | beste run | rang   | tijd         | rang         | tijd           | rang           |
| --------------- | ---------- | ------ | ------ | ------ | ------ | --------- | ------ | ------------ | ------------ | -------------- | -------------- |
| Benjamin Savšek | C-1 slalom | 97.04  | 12     | 192.64 | 20     | 97.04     | 14 Q   | 96.28        | 2 Q          | 144.93         | 11             |
| Peter Kauzer    | K-1 slalom | 90.93  | 16     | 88.84  | 8      | 88.84     | 14 Q   | 142.80       | 18           | niet geplaatst | niet geplaatst |

Vrouwen
| atlete            | onderdeel  | series | series | series | series | series    | series | halve finale | halve finale | finale | finale |
| atlete            | onderdeel  | run 1  | rang   | run 2  | rang   | beste run | rang   | tijd         | rang         | tijd   | rang   |
| ----------------- | ---------- | ------ | ------ | ------ | ------ | --------- | ------ | ------------ | ------------ | ------ | ------ |
| Eva Alina Hočevar | C-1 slalom | 109.57 | 11     | 108.22 | 10     | 108.22    | 12 Q   | 109.22       | 4 Q          | 115.48 | 9      |
| Eva Terčelj       | K-1 slalom | 99.08  | 13     | 95.93  | 9      | 95.93     | 11 Q   | 103.11       | 10 Q         | 101.73 | 7      |

### Klimsport

#### Boulder & Lead combined
Vrouwen
| Atleet         | Onderdeel | Kwalificatie | Kwalificatie | Kwalificatie | Kwalificatie | Kwalificatie | Kwalificatie | Kwalificatie | Finale    | Finale  | Finale | Finale | Finale | Finale | Finale |
| Atleet         | Onderdeel | Boulder      | Boulder      | Lead         | Lead         | Lead         | Totaal       | Rang         | Boulder   | Boulder | Lead   | Lead   | Lead   | Totaal | Rang   |
| Atleet         | Onderdeel | Resultaat    | Rang         | Hold         | Tijd         | Rang         | Totaal       | Rang         | Resultaat | Rang    | Hold   | Tijd   | Rang   | Totaal | Rang   |
| -------------- | --------- | ------------ | ------------ | ------------ | ------------ | ------------ | ------------ | ------------ | --------- | ------- | ------ | ------ | ------ | ------ | ------ |
| Luka Potočar   | mannen    |              |              |              |              |              |              |              |           |         |        |        |        |        |        |
| Janja Garnbret | vrouwen   |              |              |              |              |              |              |              |           |         |        |        |        |        |        |
| Mia Krampl     | vrouwen   |              |              |              |              |              |              |              |           |         |        |        |        |        |        |

### Roeien
Mannen
| atleet       | onderdeel | series  | series | herkansingen | herkansingen | kwartfinale | kwartfinale | halve finale | halve finale | finale  | finale |
| atleet       | onderdeel | tijd    | rang   | tijd         | rang         | tijd        | rang        | tijd         | rang         | tijd    | rang   |
| ------------ | --------- | ------- | ------ | ------------ | ------------ | ----------- | ----------- | ------------ | ------------ | ------- | ------ |
| Isak Žvegelj | skiff     | 7.01,23 | 4 H    | 7.06,90      | 1 KF         | 7.06,42     | 5 HC/D      | 7.09,41      | 4 FD         | 6.59,46 | 22     |

Vrouwen
| atleet          | onderdeel | series  | series | herkansingen | herkansingen | kwartfinale | kwartfinale | halve finale | halve finale | finale  | finale |
| atleet          | onderdeel | tijd    | rang   | tijd         | rang         | tijd        | rang        | tijd         | rang         | tijd    | rang   |
| --------------- | --------- | ------- | ------ | ------------ | ------------ | ----------- | ----------- | ------------ | ------------ | ------- | ------ |
| Nina Kostanjšek | skiff     | 7.46,30 | 3 KF   | bye          | bye          | 7.56,31     | 5 HC/D      | 7.48,86      | 2 FC         | 7.39,00 | 18     |

Legenda: FA=finale A (medailles); FB=finale B (geen medailles); FC=finale C (geen medailles); FD=finale D (geen medailles); FE=finale E (geen medailles); FF=finale F (geen medailles); HA/B=halve finale A/B; HC/D=halve finale C/D; HE/F=halve finale E/F; KF=kwartfinale; H=herkansing

### Taekwondo
Mannen
| atleet          | onderdeel | kwalificatie         | eerste ronde         | kwartfinale          | halve finale         | herkansing           | finale / BM          | finale / BM |
| atleet          | onderdeel | tegenstander uitslag | tegenstander uitslag | tegenstander uitslag | tegenstander uitslag | tegenstander uitslag | tegenstander uitslag | rang        |
| --------------- | --------- | -------------------- | -------------------- | -------------------- | -------------------- | -------------------- | -------------------- | ----------- |
| Patrik Divković | +80 kg    |                      |                      |                      |                      |                      |                      |             |

### Tafeltennis
Mannen
| atleet                               | onderdeel | voorronde            | eerste ronde         | tweede ronde         | derde ronde          | kwartfinale          | halve finale         | finale / BM          | finale / BM    |
| atleet                               | onderdeel | tegenstander uitslag | tegenstander uitslag | tegenstander uitslag | tegenstander uitslag | tegenstander uitslag | tegenstander uitslag | tegenstander uitslag | rang           |
| ------------------------------------ | --------- | -------------------- | -------------------- | -------------------- | -------------------- | -------------------- | -------------------- | -------------------- | -------------- |
| Darko Jorgić                         | enkelspel | bye                  | Quek W 4 - 2         | Pitchford W 4 - 2    | Lin J-j V 0 - 4      | niet geplaatst       | niet geplaatst       | niet geplaatst       | niet geplaatst |
| Deni Kožul                           | enkelspel | bye                  | Kamal W 4 - 2        | Togami V 2 - 4       | niet geplaatst       | niet geplaatst       | niet geplaatst       | niet geplaatst       | niet geplaatst |
| Peter Hribar Darko Jorgić Deni Kožul | team      | n.v.t.               | n.v.t.               | n.v.t.               | Frankrijk V 0 - 3    | niet geplaatst       | niet geplaatst       | niet geplaatst       | niet geplaatst |

### Volleybal

#### Mannenteam
| Atleten | Discipline | Resultaat   | Prestatie |
| --- | ---------- | ----------- | --------- |
| Klemen Čebulj Jani Kovačič Jan Kozamernik Rok Možič Nik Mujanović Alen Pajenk Gregor Ropret Sašo Štalekar Tonček Štern Žiga Štern Tine Urnaut Dejan Vinčić | mannen     | kwartfinale | zie onder |

| # | Ploeg     | Punten | Wedstrijden | Wedstrijden | Wedstrijden | Sets | Sets | Sets  |
| # | Ploeg     | Punten | G           | W           | V           | W    | V    | Ratio |
| - | --------- | ------ | ----------- | ----------- | ----------- | ---- | ---- | ----- |
| 1 | Slovenië  | 8      | 3           | 3           | 0           | 9    | 3    | +6    |
| 2 | Frankrijk | 6      | 3           | 2           | 1           | 8    | 5    | +3    |
| 3 | Servië    | 3      | 3           | 1           | 2           | 5    | 8    | -3    |
| 4 | Canada    | 1      | 3           | 0           | 3           | 3    | 9    | -6    |

| Groepsfase      |                 |                |                |                |                |                |                |
| 28 juli 2024    | 21:00           | Slovenië       | 3 - 1          | Canada         |                |                |                |
| 30 juli 2024    | 17:00           | Slovenië       | 3 - 0          | Servië         |                |                |                |
| 2 augustus 2024 | 17:00           | Frankrijk      | 2 - 3          | Slovenië       |                |                |                |
|                 |                 |                |                |                |                |                |                |
| Kwartfinale     | 5 augustus 2024 | 09:00          | Slovenië       | 1 - 3          | Polen          |                |                |
|                 |                 |                |                |                |                |                |                |
| Halve finale    | niet geplaatst  | niet geplaatst | niet geplaatst | niet geplaatst | niet geplaatst | niet geplaatst | niet geplaatst |
|                 |                 |                |                |                |                |                |                |
| Finale          | niet geplaatst  | niet geplaatst | niet geplaatst | niet geplaatst | niet geplaatst | niet geplaatst | niet geplaatst |

### Wielersport

#### Mountainbiken
| atleet       | onderdeel               | tijd   | rang |
| ------------ | ----------------------- | ------ | ---- |
| Tanja Žakelj | cross-country (vrouwen) | -2 LAP | 30   |

#### Wegwielrennen
Mannen
In de originele selectie maakte Tadej Pogačar deel uit van het Sloveense team voor de wegwedstrijd. Na zijn Touroverwinning besloot hij zelf om rust te nemen en niet deel te nemen aan de Olympische wegrit. In het team werd hij vervangen door Domen Novak.
| atleet        | onderdeel    | tijd     | rang |
| ------------- | ------------ | -------- | ---- |
| Luka Mezgec   | wegwedstrijd | 6.26.57  | 38   |
| Matej Mohorič | wegwedstrijd | DNF      | DNF  |
| Domen Novak   | wegwedstrijd | DNF      | DNF  |
| Jan Tratnik   | wegwedstrijd | 6.20.50  | 8    |
| Jan Tratnik   | tijdrit      | 39.38,12 | 27   |

Vrouwen
| atleet        | onderdeel    | tijd     | rang |
| ------------- | ------------ | -------- | ---- |
| Eugenia Bujak | wegwedstrijd | 4.07.16  | 42   |
| Eugenia Bujak | tijdrit      | 42.54,96 | 16   |
| Urša Pintar   | wegwedstrijd | 4.08.14  | 59   |
| Urša Pintar   | tijdrit      | 45.07,15 | 31   |

### Zeilen
Mannen
| atleet       | onderdeel    | voorrondes | voorrondes | voorrondes | voorrondes | voorrondes | voorrondes | voorrondes | voorrondes | voorrondes | voorrondes | voorrondes | voorrondes | kwartfinale | halve finale(s) | halve finale(s) | halve finale(s) | halve finale(s) | halve finale(s) | halve finale(s) | finales(s) | finales(s) | finales(s) | finales(s) | finales(s) | finales(s) | rang |
| atleet       | onderdeel    | 1          | 2          | 3          | 4          | 5          | 6          | 7          | 8          | 9          | 10         | 11         | 12         | kwartfinale | 1               | 2               | 3               | 4               | 5               | 6               | 1          | 2          | 3          | 4          | 5          | 6          | rang |
| ------------ | ------------ | ---------- | ---------- | ---------- | ---------- | ---------- | ---------- | ---------- | ---------- | ---------- | ---------- | ---------- | ---------- | ----------- | --------------- | --------------- | --------------- | --------------- | --------------- | --------------- | ---------- | ---------- | ---------- | ---------- | ---------- | ---------- | ---- |
| Toni Vodišek | Formula Kite |            |            |            |            |            |            |            |            |            |            |            |            | n.v.t.      |                 |                 |                 |                 |                 |                 |            |            |            |            |            |            |      |

| atleet         | onderdeel | race | race | race | race | race | race | race | race | race | race | race   | race   | race | netto punten | eindnotering |
| atleet         | onderdeel | 1    | 2    | 3    | 4    | 5    | 6    | 7    | 8    | 9    | 10   | 11     | 12     | M    | netto punten | eindnotering |
| -------------- | --------- | ---- | ---- | ---- | ---- | ---- | ---- | ---- | ---- | ---- | ---- | ------ | ------ | ---- | ------------ | ------------ |
| Žan Luka Zelko | ILCA 7    |      |      |      |      |      |      |      |      |      |      | n.v.t. | n.v.t. |      |              |              |

Vrouwen
| Lina Eržen | IQ foil |  |  |  |  |  |  |  |  |  |  |  | n.v.t. | n.v.t. | n.v.t. |  |  |  |  |  |  |  |  |  |  |  |  |  |  |

| atleet       | onderdeel | race | race | race | race | race | race | race | race | race | race | race   | race   | race | netto punten | eindnotering |
| atleet       | onderdeel | 1    | 2    | 3    | 4    | 5    | 6    | 7    | 8    | 9    | 10   | 11     | 12     | M    | netto punten | eindnotering |
| ------------ | --------- | ---- | ---- | ---- | ---- | ---- | ---- | ---- | ---- | ---- | ---- | ------ | ------ | ---- | ------------ | ------------ |
| Lin Pletikos | ILCA 6    |      |      |      |      |      |      |      |      |      |      | n.v.t. | n.v.t. |      |              |              |

Gemengd
| atleet                | onderdeel | race | race | race | race | race | race | race | race | race | race | race   | race   | race | netto punten | eindnotering |
| atleet                | onderdeel | 1    | 2    | 3    | 4    | 5    | 6    | 7    | 8    | 9    | 10   | 11     | 12     | M    | netto punten | eindnotering |
| --------------------- | --------- | ---- | ---- | ---- | ---- | ---- | ---- | ---- | ---- | ---- | ---- | ------ | ------ | ---- | ------------ | ------------ |
| Jakob Božič Tina Mrak | 470       |      |      |      |      |      |      |      |      |      |      | n.v.t. | n.v.t. |      |              |              |

### Zwemmen
Mannen
| Atleet      | Onderdeel        | Series  | Series | Halve finale   | Halve finale   | Finale         | Finale         |
| Atleet      | Onderdeel        | Tijd    | Rang   | Tijd           | Rang           | Tijd           | Rang           |
| ----------- | ---------------- | ------- | ------ | -------------- | -------------- | -------------- | -------------- |
| Sašo Boškan | 200 m vrije slag | 1.48,75 | 21     | Niet geplaatst | Niet geplaatst | Niet geplaatst | Niet geplaatst |

Vrouwen
| atleet                                           | onderdeel          | series  | series | halve finale | halve finale | finale         | finale         |
| atleet                                           | onderdeel          | tijd    | rang   | tijd         | rang         | tijd           | rang           |
| ------------------------------------------------ | ------------------ | ------- | ------ | ------------ | ------------ | -------------- | -------------- |
| Neža Klančar                                     | 50 m vrije slag    | 24,64   | =11 Q  | 24,40        | =7 Q         | 24,35          | =6             |
| Neža Klančar                                     | 100 m vrije slag   | 54,12   | 7 Q    | 53,96 NR     | 6            | niet geplaatst | niet geplaatst |
| Neža Klančar Janja Šegel Katja Fain Tjaša Pintar | 4x100 m vrije slag | 3.41,29 | 14     | n.v.t.       | n.v.t.       | niet geplaatst | niet geplaatst |